# Кравацкая, Елена Витальевна
Елена Витальевна Кравацкая (укр. Оле́на Віта́ліївна Крава́цька; род. 22 июня 1992, Черновцы) — украинская фехтовальщица на саблях, Олимпийская чемпионка 2024 года, Заслуженный мастер спорта Украины. Выступает в командных соревнованиях, серебряный призёр чемпионата Европы 2024, чемпионата мира 2015 и Олимпийских игр 2016.

## Биография
Елена Кравацкая окончила Одесский университет физического воспитания и спорта.
Кравацкая завоевала серебряную медаль на чемпионате Европы среди юниоров 2010 и в том же году — золотую медаль на чемпионате мира среди юниоров в команде.
В сезоне 2013/14 она приняла участие в своём первом крупном профессиональном соревновании. На чемпионате Европы в Страсбурге она заняла второе место в квалификации. Затем она проиграла немке Сибилле Клемм и финишировала 17-й. На чемпионате мира в Казани она проиграла в первом раунде россиянке Софье Великой. В командном зачёте она была взята в резервный состав сборной Украины. Команда победила Японию, а затем Южную Корею, прежде чем проиграть 44:45 США. Украина победила Италию во встрече за третье место.
В сезоне 2014/15 Кравацкая впервые вышла на Кубок мира, где завоевала бронзовую медаль. В июне 2015 года на первых Европейских играх в Баку команда саблисток — Ольга Харлан, Елена Кравацкая и Алина Комащук — получила золотую медаль, победив в финале итальянок со счётом 45:43.
На Олимпийских играх 2024 года в Париже стала олимпийским чемпионом в командном первенстве, одолев в составе украинской сборной в финале команду Южной Кореи со счётом 45:42.

## Награды
- Орден княгини Ольги II степени (23 августа 2024) — за достижение высоких спортивных результатов на ХХХІІІ летних Олимпийских играх в городе Париже (Французская Республика), проявленные самоотверженность и волю к победе, утверждение международного авторитета Украины[5]
- Орден княгини Ольги ІІІ степени (4 октября 2016) — за достижение высоких спортивных результатов на ХХХІ летних Олимпийских играх в Бразилии, проявленные самоотверженность и волю к победе[6]
- Юбилейная медаль «25 лет независимости Украины» (19 августа 2016) — за значительные личные заслуги в становлении независимой Украины, утверждении её суверенитета и укреплении международного авторитета, весомый вклад в государственное строительство, социально-экономическое, культурно-образовательное развитие, активную общественно-политическую деятельность, добросовестное и безупречное служение Украинскому народу[7]